# موکو شورای اکوتوبا

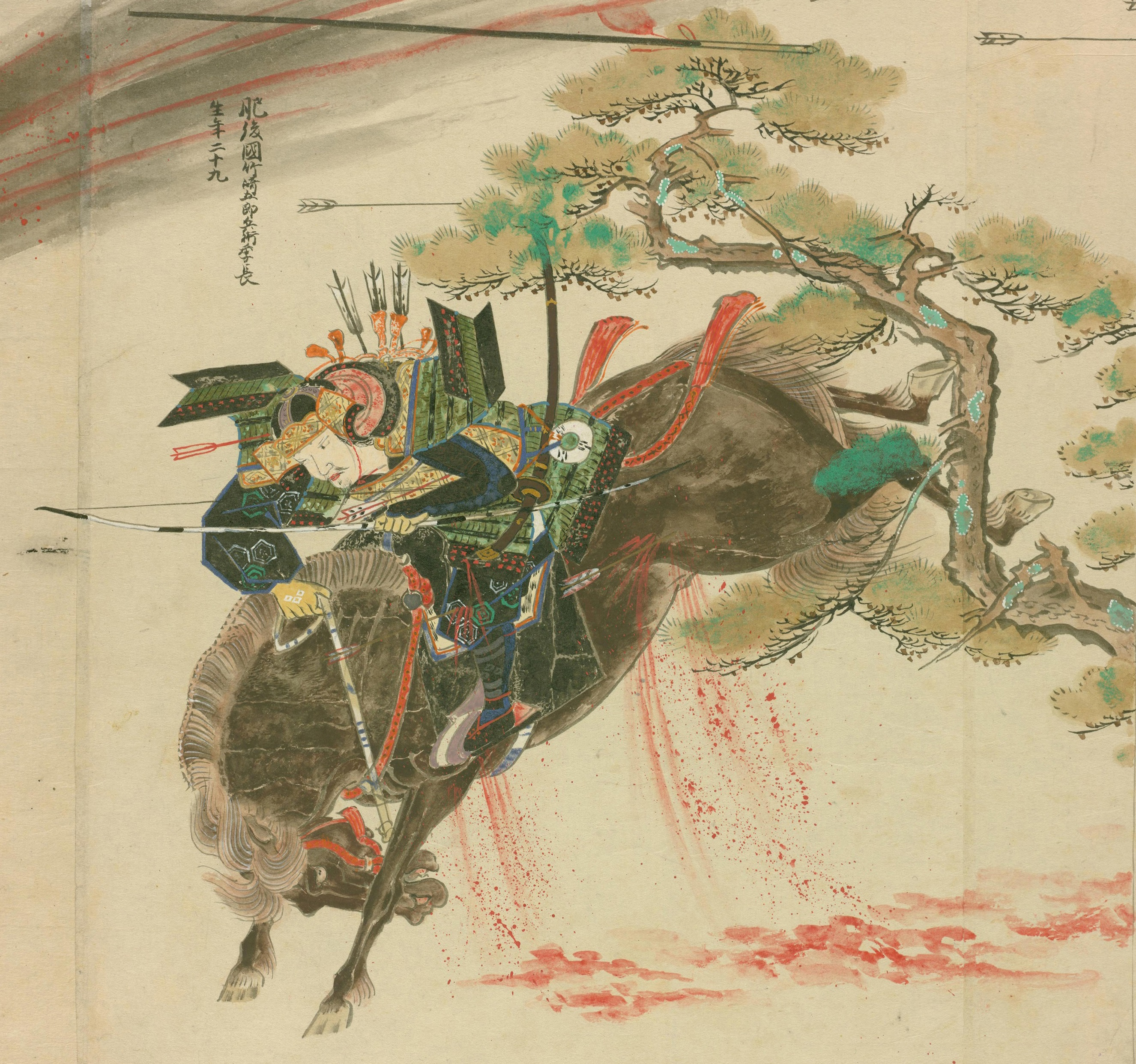
سوئه‌ناگا

مُوکُو شورای اِکُوتُوبا (به ژاپنی: 蒙古襲来絵詞 もうこしゅうらいえことば, Mōko Shūrai Ekotoba) نام دو طومار است که بین سال‌های ۱۲۷۵ و ۱۲۹۳ نوشته و نقاشی شده‌است. نگارش این طومار به سفارش تاکه‌زاکی سوئه‌ناگا زمان حیات (۱۳۱۴–۱۲۴۶ میلادی)تهیه شده‌است. سوئه‌ناگا یک سامورائی بود که در دوره کاماکورا در حمله مغول به ژاپن یا جنگ گنکو شرکت کرده بود. او به منظور ضبط شجاعت و اعمال خود در میدان جنگ این طومار را تهیه کرد. این دو طومار تاریخی هم‌اکنون در کاخ امپراتوری توکیو نگهداری می‌شود.

## نگارخانه

قسمت پیشین طومار اول

قسمت پیشین طومار دوم

قسمت پسین طومار سوم

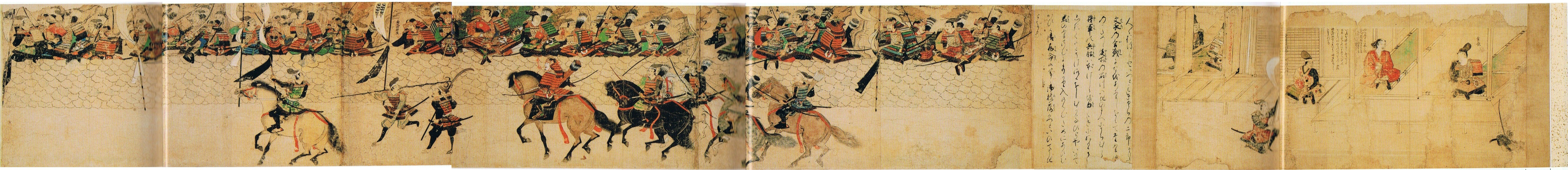
قسمت پسین طومار اول

قسمت پسین طومار دوم

قسمت پیشین و پسین طومار سوم

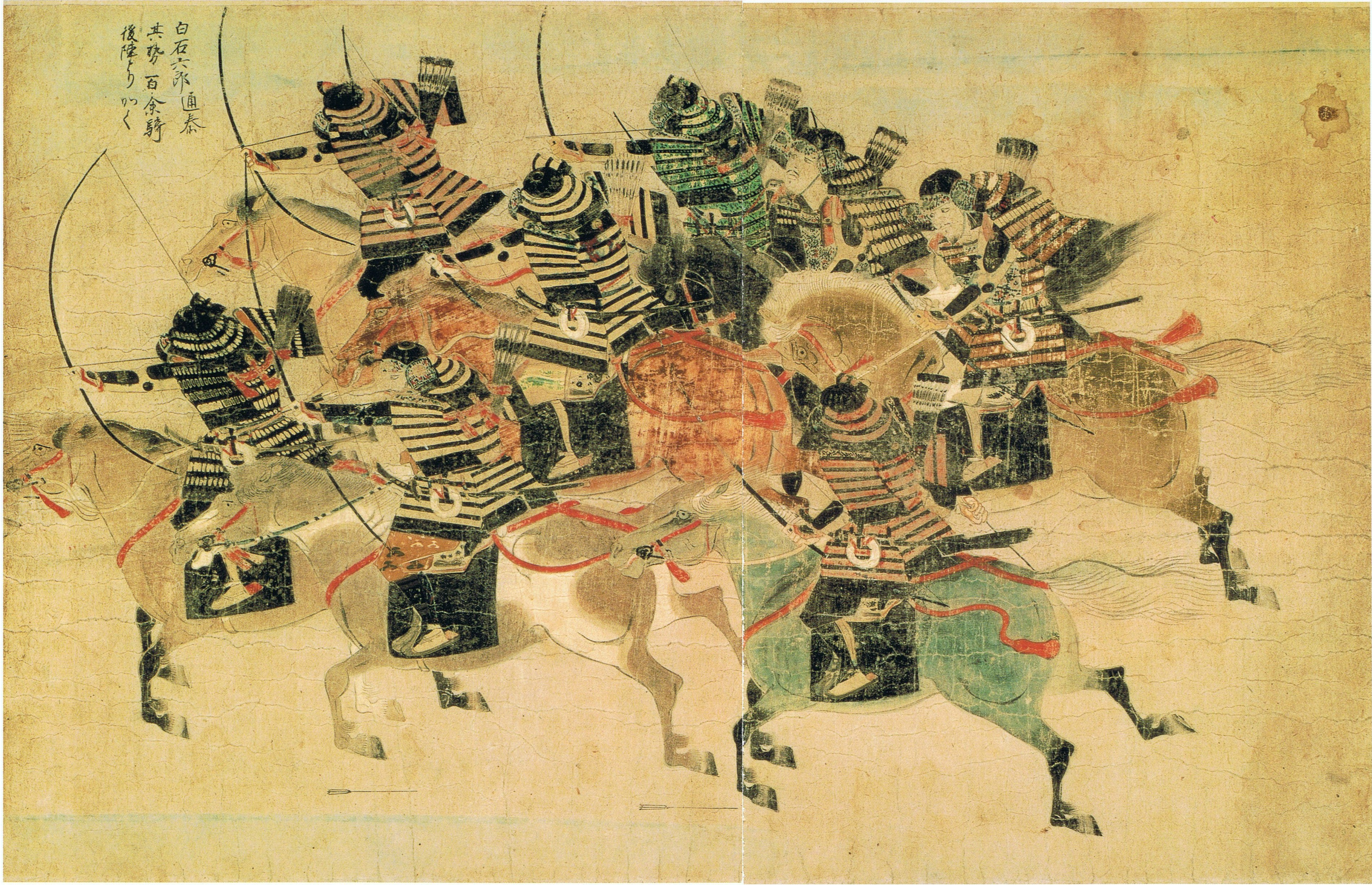
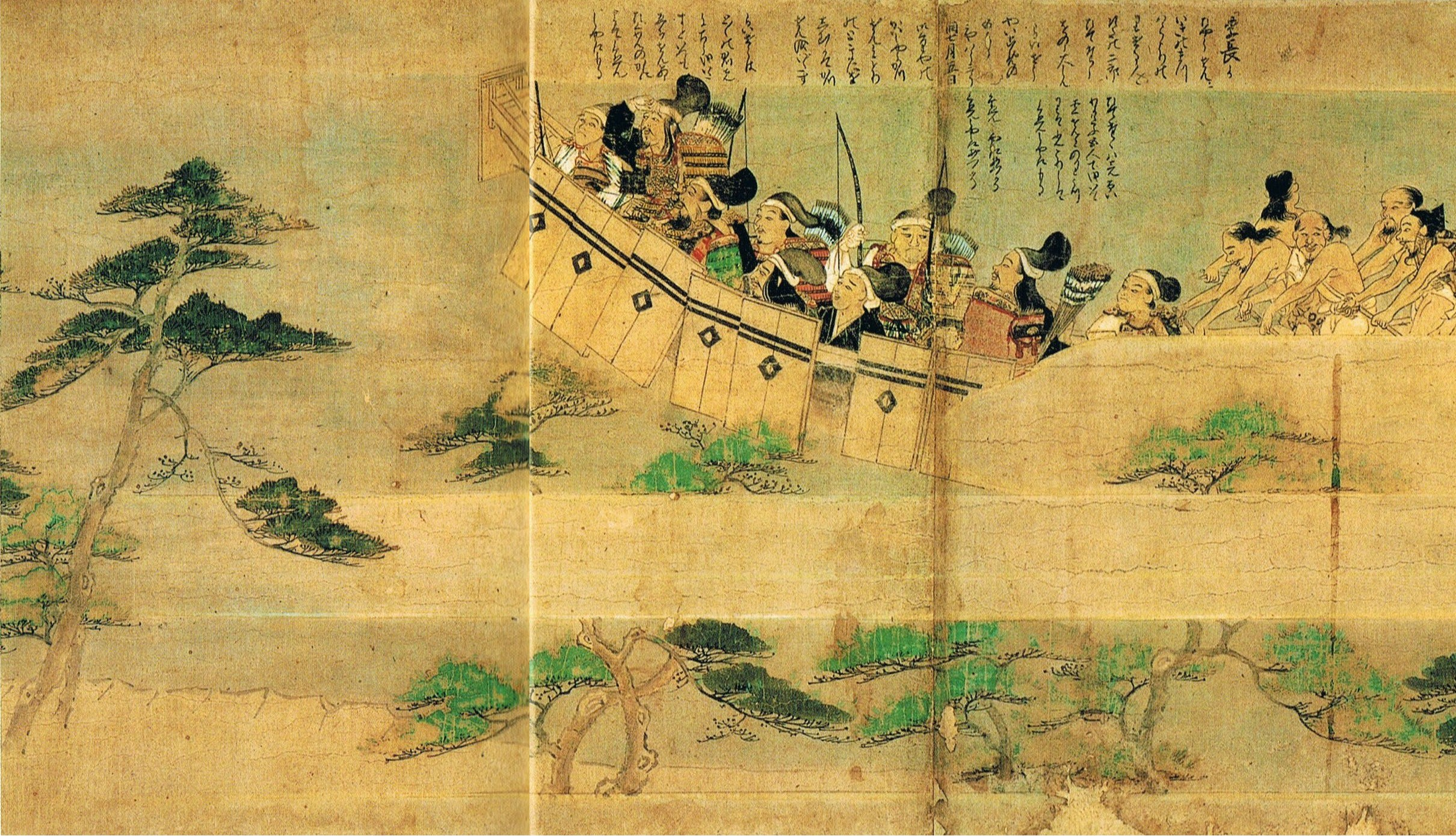
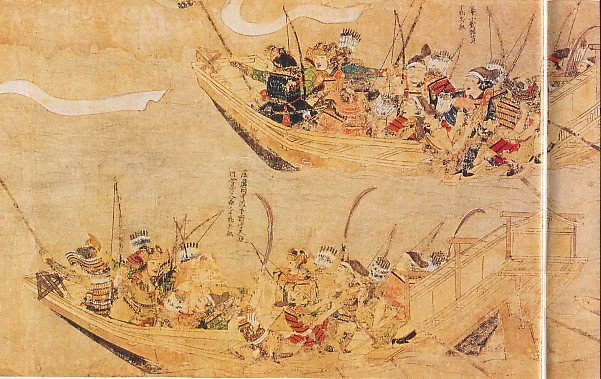
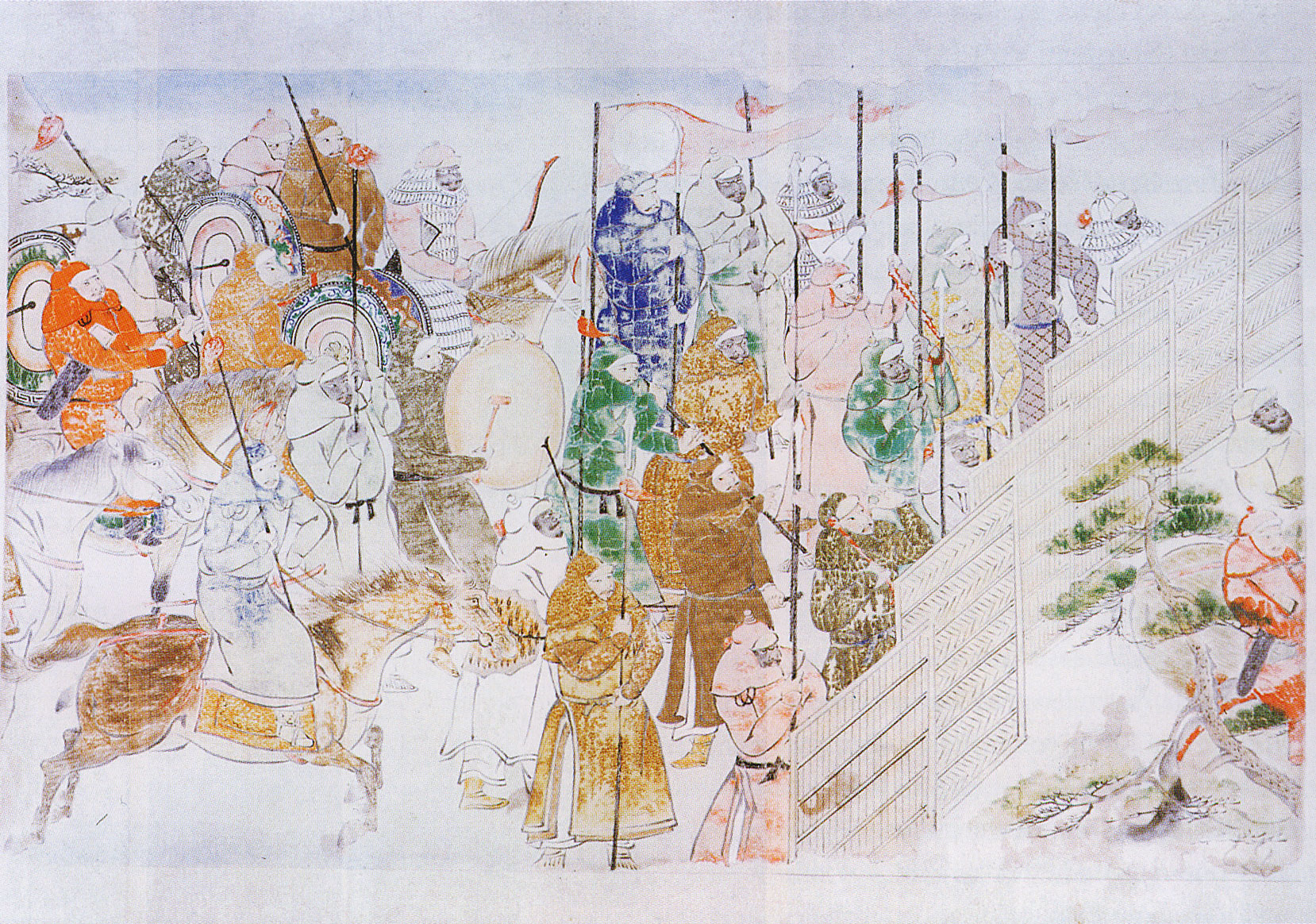
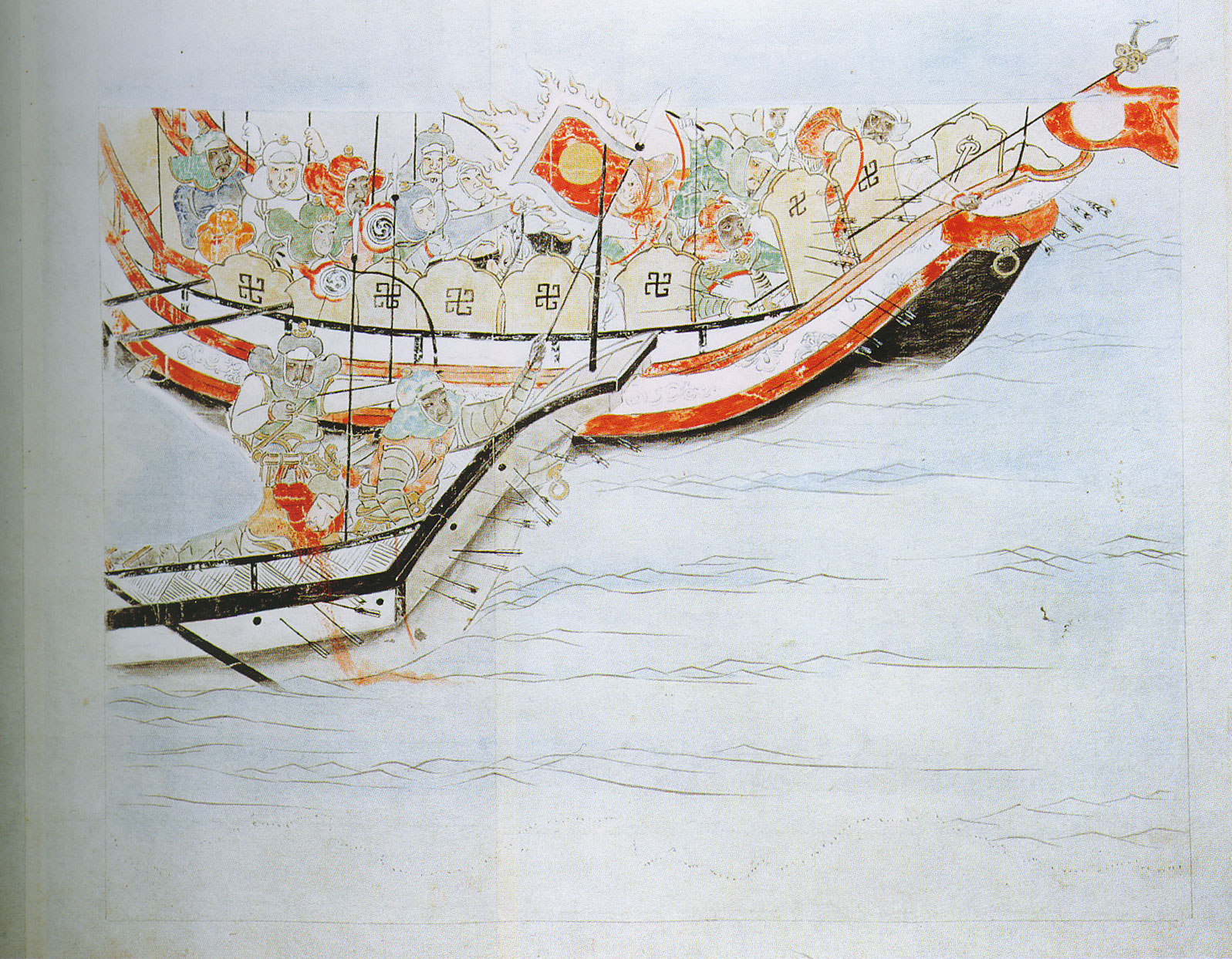